# مطار بيدوا
مطار شاتيجدود الدولي في بيدوا (إياتا: BIB، إيكاو: HCMB) هو مطار يخدم مدينة بيدوا عاصمة محافظة باي في الصومال.
أُنشئ المطار في الستينيات وكان يصل طوله في ذلك الوقت إلى 8800 وعرضه إلى 150 قدم، قبل أن يُعبد ويزاد في طوله ليصل إلى 9600 قدم في عام 1974 بدعم من الاتحاد السوفيتي.  
في يونيو 1975 كان المطار يحتضن قاعدة لسرب من سلاح الجو الصومالي لا يقل عن 6 طائرات من نوع ميغ 21 و قاذفتي قنابل من طراز إليوشن إي أل-28 . 

## المرافق
يقع المطار على ارتفاع 1,505 قدم (459 م) فوق مستوى سطح البحر وله مدرج واحد مسفلت بقياس 2,940 by 40 متر (9,646 قدم × 131 قدم)، ويضم المطار قاعدة عسكرية أُنشئت عام 2014.

## شركات الطيران والوجهات
| شركـات طيـران | الوجهات |
| ------------- | ------- |
| جوبا للطيران  | مقديشو  |